# 검은발쥐땃쥐
검은발쥐땃쥐(Myosorex cafer)는 진무맹장목의 땃쥐과에 속하는 포유류의 일종이다. 모잠비크와 남아프리카공화국, 에스와티니, 그리고 짐바브웨에서 발견된다. 자연 서식지는 아열대 또는 열대 기후 지역의 습윤 산지 숲이다. 서식지 감소로 멸종 위협을 받고 있다. 이전에는 "검은발숲땃쥐"로 불리기도 했다.